# Гордън Шилденфелд
Гордън Шилденфелд (на немски: Gordon Schildenfeld) е хърватски футболист, защитник, който играе за кипърския Анортозис.

## Кариера

### Шибеник
Започва кариерата си в местния клуб ХНК Шибеник. Треньорът Станко Мършич го пуска в игра срещу НК Камен Инград, когато е на 16 години. През сезон 2005/06 печели промоция за първа лига.

### Динамо (Загреб)
През първия си сезон в елита, грандовете Динамо (Загреб) и Хайдук Сплит започват да се интересуват от Шилденфелд и неговият съотборник Анте Руковина. На 2 януари 2007 г. Шилденфелд преминава в Динамо, а Руковина в Хайдук. В края на сезона печели титлата и купата.

### Бешикташ
На 1 февруари 2008 г. е трансфериран в турския Бешикташ. Дебютира на 9 февруари срещу Кайсериспор.

### Дуисбург
През септември 2008 г. е даден под наем до края на сезона на Дуисбург, който тогава играе във Втора Бундеслига. Записва дебют на 16 ноември 2008 г. срещу Гройтер Фюрт, влизайки като резерва в 83-та минута.

### Щурм Грац
През юли 2009 г. се присъединява към Щурм Грац под наем до края на сезона. Участва в 34 мача през сезон 2009/10. На 8 юни 2010 г. подписва договор за 3 години с австрийския тим.

### Айнтрахт Франкфурт
На 7 юли 2011 г. преминава в Айнтрахт Франкфурт. Играе в 33 мача и печели промоция за Първа бундеслига. Вкарва само 1 гол за сезон 2011/12.

### Динамо (Москва)
На 11 юли 2012 г. подписва за 3 години с Динамо (Москва). След като не успява да се наложи, е даден под наем на ПАОК, а след това и на Панатинайкос.

## Отличия

### Щурм Грац
- Австрийска Бундеслига (1): 2010/11
- Носител на Купата на Австрия (1): 2010

### Панатинайкос
- Носител на Купата на Гърция (1): 2014

### Динамо (Загреб)
- Първа хърватска футболна лига (1): 2015/16
- Носител на Купата на Хърватия (1): 2016